# Milan Nikolić
Milan Nikolić é uma cantora sérvia, que foi escolhida pelo seu país, a 8 de Março, para representar a Sérvia no Festival Eurovisão da Canção 2009.